# Smoke on the Water
Smoke on the Water (з англ. — «Дим над водою») — пісня рок-групи Deep Purple, записана в грудні 1971 року і вперше випущена в альбомі Machine Head в березні 1972 року. У вигляді синглу вона вийшла лише в 1973 році; другу сторону синглу займала її концертна версія з альбому Made in Japan.

## Історія створення
Пісня описує реальні події. Група вирішила записувати свій новий альбом за межами Англії, щоб уникнути зайвих податків, і в грудні 1971 року музиканти з'їхалися в швейцарське місто Монтре для запису альбому на пересувній студії, орендованій у Rolling Stones і відомої як Rolling Stones Mobile. Запис вирішено було робити в розважальному комплексі казино Монтре (у пісні — «the gambling house»), в якому вони вже бували з концертами. Напередодні студійної сесії, в суботу, 4 грудня, в театрі казино проходив концерт Френка Заппи та The Mothers of Invention, як частина їхнього європейського турне. Це був останній концерт у цьому залі, після якого він повинен був надійти в розпорядження Deep Purple для запису альбому. Група вирішила, щоб уникнути непорозумінь поки не розвантажувати апаратуру, що виявилося згодом щасливим рішенням.

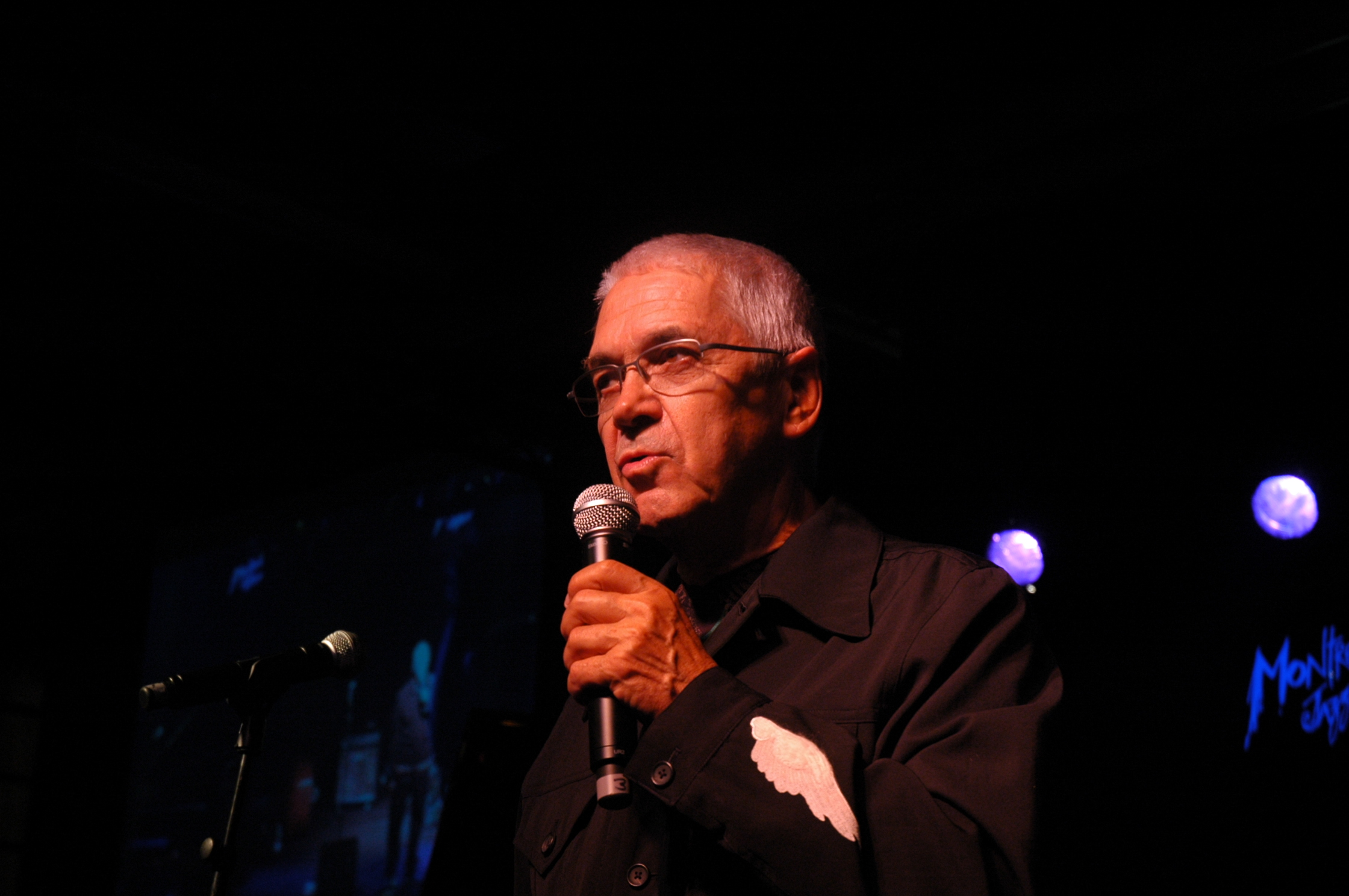
Клод Нобс (фото 2006 р.)

Приблизно через годину після початку концерту, під час синтезаторного соло на King Kong, з підвісної бамбукової стелі з'явилися іскри і потім вогонь — очевидно, один з глядачів (якого знайти не вдалося), вистрілив з ракетниці в дах («some stupid with a  flare gun»). Заппа спокійно сказав «без паніки, у нас пожежа» (можливо, вони самі нічого не помітили і їм самим сказали), після чого музиканти покинули сцену. Глядачі евакуювалися досить організовано, обійшлося без жертв. У пісні згадується «funky Claude», який «вбігав і вибігав», — це директор джазового фестивалю в Монтре Клод Нобс, допомагав глядачам вибратися з залу. Серед глядачів були і учасники Deep Purple. За спогадами Гловера, пожежа спочатку була настільки слабкою, що він встиг за час евакуації знову увійти в зал, підійти ближче до порожньої сцени, розглянути апаратуру Заппи з групою і вразитися від двох новітніх синтезаторів.
В результаті пожежі згорів дотла весь багатоповерховий комплекс казино, разом з концертним залом та апаратурою «The Mothers» (яка була застрахована, але концерти у Франції і Бельгії довелося скасувати). З готелю Europe Hotel, де зупинилися учасники Deep Purple, музиканти спостерігали через велике вікно ресторану, як казино охоплюється полум'ям (цьому допоміг вітер, що дув з гір), і бачили завісу диму над Женевським озером.
Групі, що вже взяла в оренду дорогу студію, довелося шукати по місту нове приміщення. Незабаром Нобс знайшов для них театр «Павільйон» (The Pavilion), розташований в центрі міста. Туди перевезли обладнання і почали працювати у середині дня над інструментальною доріжкою з новим рифом, заготовленим Блекмором, ще без тексту, під робочою назвою «Title #1». Налагодження апаратури і розробка аранжувань зайняла залишок дня, і власне дублі почали записувати вже за північ. Третій дубль виявився вдалим, і на ньому зупинилися. Як виявилося, весь цей час обслуговуючий персонал намагався утримати за замкненими дверима наряд поліції, яку викликали навколишні мешканці через шум. Саме завдяки тому, що поліцію затримували, вдалося закінчити запис доріжки.
Оскільки робота тільки в денний час музикантам не підходила, довелося шукати новий зал. До приміщення висувалося багато вимог, і його пошуки зайняли 5-6 днів. В один з цих днів очікування Гловер прокинувся в готельній кімнаті, виголосивши в момент пробудження слова «smoke on the water». Коли він пізніше повідомив про ці словах Гіллану, той сказав, що вони звучать як «наркоманські» («sounds like a drug song»), і, відносячи себе виключно до «алко» груп, вони спочатку ці слова відкинули.
Зрештою, вже в цейтноті, група зняла цілком «Гранд Готель» містечка Терріте
неподалік Монтре, що майже пустував, а тому практично неопалюваний в грудні («We ended up at the Grand Hotel, / It was empty, cold and bare»), перетворивши його Т-подібний коридор на першому поверсі в імпровізовану студію. Довелося спеціально найняти столяра для спорудження дерев'яного щита, який відгороджував фоє, та обкласти щит матрацами з готельних номерів. Був орендований промисловий обігрівач, який вмикали в перервах по кілька разів на день. З припаркованої поруч мобільної студії провели кабелі в готель. Оскільки вихід у фоє був перекритий щитом, музиканти потрапляли всередину і вибиралися назад на вулицю в пересувну студію через бічний коридор і балкони прилеглих суміжних номерів. Простір, де вони грали, було підсвічено червоним світлом для створення творчої атмосфери («With a few red lights and a few old beds / We made a place to sweat...»). Барабанні партії були записані окремо в коридорі готелю, оскільки Ієну Пейсу припала до душі реверберація холу між номерами.
У таких умовах був записаний весь альбом Machine Head. А на інструментальну доріжку, записану раніше в «Павільйоні», було накладено написаний текст з приспівом «Smoke on the Water».
Зі всіх композицій альбому пісня «Smoke on the Water» увійшла в концертну програму 1972 року останньою.

## Музика
Smoke on the Water відомий своїм добре впізнаваним гітарним рифом — синкопованою мелодією в блюзовому ладу, в паралельних квартах. Річі Блекмор виконує цей риф на гітарі Fender Stratocaster одночасним щипком двома пальцями двох струн, для повної одночасності їх звучання (прийом гри називається double-stop).  [Архівовано 1 січня 2011 у Wayback Machine.] У вступі до гітари послідовно приєднуються хай-хет, орган Хаммонда, барабани та бас-гітара.
У 1966 році вийшов альбом бразильської співачки Аструд Жілберту у співпраці з американським піаністом Джілом Евансом під назвою «Look to the Rainbow». Фортепіанний вступ до пісні «Maria Moite» (Maria Quiet в англійській версії)  [Архівовано 12 грудня 2017 у Wayback Machine.] практично повністю збігається з рифом з Smoke on the Water. Це створює підстави для припущень про запозичення мелодії для рифу з цієї пісні; однак, на відміну, наприклад, від Child in Time, в даному випадку немає достовірних даних про свідоме запозичення.
У вересні 2017 року дослідники з американської біотехнологічної фірми Twist Bioscience (Сан-Франциско), Microsoft Research і Вашингтонського університету в Сіетлі повідомили про те, що їм вперше вдалося записати і відтворити музичні записи архівної якості на ДНК; використаними в експерименті композиціями стали «Smoke on the Water» групи Deep Purple і «Туту» джазового трубача Майлса Дейвіса, разом склали 140 мегабайт інформації. Ці новаторські записи були передані на зберігання в архів Джазового фестивалю в Монтре під егідою архівної програми ЮНЕСКО «Memory of the World».

## Кавер-версії
У концертному виконанні пісня була записана більш пізніми складами Deep Purple з вокалістом Девідом Ковердейлом, а також групами Ian Gillan Band, Gillan і Rainbow. У 1989 році вона була випущена як на збірці Rock Aid Armenia, так і окремим синглом у виконанні музикантів Deep Purple і збірної групи найвідоміших рок-музикантів; кошти від продажу синглу надійшли в фонд допомоги жертвам землетрусу в Ленінакані (нині Гюмрі) і Спітаку, Вірменія.
Річі Блекмор, який грає зараз в проекті Blackmore's Night, продовжує виконувати «Smoke on the Water» на концертах. Вокальну партію виконує його дружина і співгрупниця Кендіс Найт.
Гіллан виконував композицію у складі групи Black Sabbath під час їх турне Born Again Tour 1983 у 1983-1984 роках. У 2011 році запис пісні, зроблений під час одного з концертів, було випущено на диску Born Again.
Під назвою «Smoke on the Water» у 1994 році на Shrapnel Records вийшов триб'ют Deep Purple, в якому взяли участь вокалісти Joe Lynn Turner, Glenn Hughes і Jeff Scott Soto, а також група гітарних (Інгві Мальмстін, Вінні Мур, Дон Доккен, Пол Гілберт, Тоні Макалпін, Дін Кастроново) і клавішних (Йенс Юханссон і все той же Тоні Макалпін) віртуозів. Сама пісня на цьому альбомі йде сьомим треком.
Відомі численні пізніші кавер-версії пісні, в тому числі від Iron Maiden, Інгві Мальмстіна, Dream Theater, Sepultura, G3 (Джо Сатріані, Джон Петруччі і Стів Вай «Live In Tokyo», 2005), Jon Bon Jovi з Брюсом Спрінгстіном, Soulfly, Six Feet Under, Vains of Jenna, Santana , Брайана Мея. Пісня перероблялася в стилі кантрі, треш-метал, блек-метал, і пауер-метал, народна пісня серед інших.

## Цікавинки
- У квітні 2022 року Deep Purple опублікували у фейсбуці картину «Smoke on the Water» Владислава Шерешевського, що названа на честь цієї пісні та присвячена потопленню крейсера «Москва».[7]